# Ana Romero Masiá
Ana María Romero Masiá (Santiago de Compostel·la, Espanya, 4 de gener de 1952) és una historiadora, arqueòloga i professora gallega. Té una llicenciatura en Història Antiga i Història de l'Art a la Universitat de Santiago de Compostel·la.
Durant la dècada de 1980 va ser l'arqueòloga encarregada de les excavacions del Castro de Borneiro, un jaciment arqueològic de Galícia i un exemple de la cultura dels castros de finals de l'edat del bronze, que va estar habitat entre els segles IV i I aC.
Actualment dirigeix l'Institut B. Monte das Moas (d'ensenyament secundari), a La Corunya on s'exerceix també com a professora de geografia i història.

## Obra
- 1987. Castro de Borneiro.
- 1991. Fontes para o estudi dona Torre d'Hèrcules.
- 1992. Obxectos metàl·lics no castro de Borneiro.
- 1996. Antecedents històrics no tràfic marítim dos portos galegos amb Europa.
- 1997. Apoio de Ferrol á Coruña no 1889.
- 1997. A fàbrica de tabacs dona Palloza. Producció i vida laboral na degana des fàbriques de la Corunya.
- 1980. Cultura dels castros.
- 1985. Us castros: recoñecemento i catalogació.
- 1997. O hàbitat castrexo na ria de Ferrol.
- La Corunya dos Àustrias.
- La Corunya medieval.
- Història contemporània i cinema. Models de aproveitamento didàctic.
- Història d'Espanya. Selecció documental.
- Llibre de Sociais de 1r, 2n, 3r i 4t da ESO.[1]

## Premis
- 2011: Premi Luis Tilve de Recerca i Divulgació Històrica pel seu llibre Xaime Quintanilla Martínez. Vida i obra dun socialista i galeguista ao servizo da República, amb Carlos Pereira.

## Vida privada
Va estar casada amb José Manuel Pose Mesura (1950-2012), professor d'història i subdelegat del Govern.
La seva filla Ana Pose Romero és professora de música en el CRA Os Remuíños, en A Laracha.